# ザイン (団体)
ザインとは独特の政治思想、超自然思想を持った団体。カルト的右翼的な主張をしているので政治団体・宗教団体扱いされることもある。ただの思想集団というわけではなく、株式会社シリウスによるアクセサリーやグッズ販売、セミナーなどで事業収益を上げている（政治団体や宗教法人として登録されているわけではなく、対外的にはあくまで利益を追求する会社組織である）。
現在の正式名称は「天業古代王朝」。旧称・「八幡幕府」「大汗帝國」「ZX帝國＝第四帝國」「帝國ZX」「Z帝國」「帝國0」「十字帝國ザイナスティア」「世界帝国富士皇朝」「富士皇朝」「古代帝國軍」「銀河皇朝軍」。団体が経営する会社名の旧称・「地極産業株式会社」「地獄産業株式会社」「ザイクス機関株式会社」「株式会社ザイクス」「株式会社ザイン」。2021年現在、公式HPの更新などもなく、活動実態はない。

## 概要
同団体の代表（総導師、軍帥）である小島露観（別名・伯壬旭：はくじんきょく)は、チベット密教に基礎を置く神智学（しんちがく）を研究し、その過程で独自の宇宙哲学「神文学（しんもんがく）」を呈示するに至る。小島が主張する「神文学」によれば、宇宙の根源は時間であり、その時間の神の名をZ（ざいん、後に「ざらず」と改称）であるという。また、小島は、Z（ざいん、ざらず）が意志する世界計画を「ZX（ざいくす）プログラム」と呼び、このZXプログラムによって現出する新世界秩序が「帝國ZX（ていこく・ざいくす）」であると主張しており、小島が主催する団体名にも同様の名称を用いていた。
2006年6月に団体名を「ザイクス」と改称、その後数度の改称を経て、2013年現在の団体名は「天業古代王朝」。
同団体が主張する主な活動として、「素戔神流魔剣」と称する模造刀を使用した霊能力・超能力修行を行っている。さらにインターネットでは代表が主張する思想を動画で配信している。「竜線道」と称するヨガを中心とした総合体術にも取り組んでいたが、2010年11月に活動を取りやめている。
主な資金源は、開運商法である恋愛や金運の向上を謳っているアクセサリーの販売、人間の内的メカニズムを変えるとされるセミナーなどで、価格は数万円から高いもので百万円を超える。近年では、本来なら出生時間により決定付けられるはずのホロスコープを「変更」する業務を数十万円で請け負っており、団体の資金源の柱のひとつとなっている。また、高額の商品を複数購入すれば、不定期に行われるセミナー・イベントにおいて、購入者は代表である小島に表彰される。
思想は極めてラジカルで、思言行の一致した武人になる事を求められ、対外発言も歯に衣を着せぬ過激なモノが多い。中国を批判する事も多く、一見右翼的である。ただし仕事の質と量に応じた厳正な分配や、構成員等これからの社会の中核となる人士に対しては必要に応じての分配など、左翼的な主張も混じっていて単純ではない。昔から小島が傾倒している秘教学、超自然現象の影響も強い。小島の主張によれば、現在の日本は経済だけが大国で、政治に関しては全く何の貢献もしていないが、それは、できなくて当たり前だという。「日本が世界に対して貢献するのは世界帝国の核としての政体を呈示することによってであり、それ以外によってではないからである」と主張している。また、日本古来の、自然を神々の住まう所（神籬ひもろぎ）として尊ぶ古神道、神奈美（かんなび）の思想を重要視しており、自然破壊を無視して利益のみを追求する現政治・社会体制に代わる、新たな国家体制を創設することを宣言している。個々人に対しても自然を求め、信念を言葉にすべきとされ虚偽発言は最大の罪悪として糾弾されている。他に時間の厳守や金銭契約の厳守も求められる。
実際のところ、会員個人の信念を言葉にしても、それが小島の意に沿わなければエゴとみなされ組織から放逐される（シリウス社員であれば即刻解雇となる）、金銭契約の厳守は強引な売掛金回収の口実とされるなど、その思想と実態には大きなズレがみられるとの指摘もある。
同団体が販売する商品は宝石や仏像、アクセサリーなどである。これらの販売については催眠商法、霊感商法であるとの指摘もあるが、同団体は営利行為であると主張している。2005年6月26日の中国批判のイベントでは商品販売のほかに、会員がチャイナドレスやアオザイを身に纒い日本刀を振り回したり、女性幹部の鉄つるぎ（くろがね-）や白銀ひびき（しろがね-）の踊りが披露された。関連会社として、前出の株式会社シリウスのほか、株式会社Dyon（ダイオン）、株式会社パスカルがある。同団体の商品を販売する店舗としてシリウスがある。ザイン帝國国歌として「海行かば」が歌われたり、同団体が「大日本帝国の軍国主義を超える軍国主義を成立させる」といった発言をしている。
1980年代後半、都内の電柱に「1994年6月24日、東京にマグニチュード9、震度8（震度7＝激震より激しいということで「絶震」という造語で表現していた）の大地震が起きる。その後は富士皇朝が全権を掌握する」と主張するビラを貼って回ったり、街宣車で演説をしたりしていた。この様子はフジテレビのドキュメンタリー番組「NONFIX」で伝えられ、模造刀による軍事教練なども紹介された。結局予測した日に地震は来なかった。地震が起きなかった理由として小島は、今回の自分の言葉は知的予測であり、90%以上はあっただろうが、例えば95%の確率だったとすると、それを確実に起こると部下を始めとする多くの人々が口に出す事で、起こらない5%の部分が肥大化して地震は来なかったと語った。その他の要因として「地震のエネルギーが政治に作用した」（予言日の翌日に羽田孜内閣が総辞職、日本社会党委員長の村山富市が首相に任命された）「カタカナによって発せられた予言を信者がひらがなで街宣した」「テレビの取材に応じた」ことを挙げた。
なお、2011年3月11日に東日本大震災が起こった際には、動画「軍帥論壇」で「自然の力が人間のエゴを滅ぼす時代が始まった」と発言するにとどまり、以前主張してきた「政権奪取」に関しては一切言葉にしていない。
と学会『トンデモ本の世界』内「平成トンデモ人物列伝」で万師露観が、『トンデモ本の新世界・世界滅亡編』で伯壬旭・万師緑姫の著書が、それぞれ紹介されている。また、思想・性質の特異性や商品販売の手法の問題（借金強制、強引な売掛金回収、女性会員への風俗店勤務強要等）からマスコミに取り上げられることもしばしばで、近年では『報道特集』『真相報道 バンキシャ!』などで特集が組まれている。そのため、「SEX教団・ザイン」という通称で一般的に広く認知されるようになった。また、株式会社ザインで社員に給与・賞与の一部、もしくは全額を返還させる手段で脱税していたことが、中日新聞によって報じられた。
最近では『月刊BOSS』の「随筆」欄に「伯壬旭」の名でコラムが掲載されている。
かつて小学館から発行されていたオカルト誌「ワンダーライフ」は、編集長を始めとするスタッフがザインの会員であり、小島の意見を肯定的かつ大々的に取り上げていたため、事実上ザインの機関誌となっていた。「ワンダーライフ」編集部主催のセミナーも開催され、多くの読者がザインに勧誘された。

## その他
『竜神列島』というビデオ映画を製作している。この作品の撮影の一部は沖縄の聖地である斎場御嶽で無許可で行われたため、現在では斎場御嶽に入場できる時間帯が制限されるに至った。
本作品はR-15指定を受けているため中学生以下は視聴できない。